# Lista episoadelor din Angry Birds Stella
Aceasta este o listă a episoadelor din Angry Birds Stella creată de Rovio Entertainment.

## Ansamblu
| Sezon | Sezon | Episoade | Difuzat original (SUA) | Difuzat original (SUA) |
| Sezon | Sezon | Episoade | Premiera sezonului     | Sfârșitul sezonului    |
| ----- | ----- | -------- | ---------------------- | ---------------------- |
|       | 1     | 13       | 1 noiembrie 2014       | 24 ianuarie 2015       |
|       | 2     | 13       | 9 octombrie 2015       | 15 ianuarie 2016       |

## Sezonul 1 (2014 - 2015)
| #  | Titlu                      | Regizat de         | Compus de                              | Difuzare originală |
| -- | -------------------------- | ------------------ | -------------------------------------- | ------------------ |
| 1  | „A Fork in the Friendship” | Kari Juusonen      | Anastasia Heinzl                       | 1 noiembrie 2014   |
| 2  | „Bad Princess”             | Kari Juusonen      | Anastasia Heinzl și Bernice Vanderlaan | 8 noiembrie 2014   |
| 3  | „The Golden Egg”           | Meruan Salim       | Anastasia Heinzl                       | 15 noiembrie 2014  |
| 4  | „Rock On!”                 | Meruan Salim       | Anastasia Heinzl                       | 22 noiembrie 2014  |
| 5  | „The Runaway”              | Meruan Salim       | Amy Mass                               | 29 noiembrie 2014  |
| 6  | „All That Glitters”        | Avgousta Zourelidi | Bernice Vanderlaan                     | 6 decembrie 2014   |
| 7  | „Pig Power”                | Ami Lindholm       | Amy Mass                               | 13 decembrie 2014  |
| 8  | „Own The Sky”              | Avgousta Zourelidi | Bernice Vanderlaan                     | 20 decembrie 2014  |
| 9  | „The Prankster”            | Ami Lindholm       | Amy Mass                               | 27 decembrie 2014  |
| 10 | „Piggy Love”               | Meruan Salim       | Anastasia Heinzl                       | 3 ianuarie 2015    |
| 11 | „The Portrait”             | Avgousta Zourelidi | Bernice Vanderlaan                     | 10 ianuarie 2015   |
| 12 | „Don't Steal My Birthday!” | Ami Linholm        | Amy Mass                               | 17 ianuarie 2015   |
| 13 | „To The Bitter End”        | Meruan Salim       | Bernice Vanderlaan                     | 24 ianuarie 2015   |

## Sezonul 2 (2015 - 2016)
| #  | Titlu                | Regizat de         | Compus de          | Difuzare originală |
| -- | -------------------- | ------------------ | ------------------ | ------------------ |
| 14 | „New Day”            | Avgousta Zourelidi | Bernice Vanderlaan | 9 octombrie 2015   |
| 15 | „Friends Whenever”   | Ami Lindholm       | Bernice Vanderlaan | 9 octombrie 2015   |
| 16 | „Night of the Bling” | Ami Lindholm       | Bernice Vanderlaan | 23 octombrie 2015  |
| 17 | „Step It Up”         | Meruan Salim       | Bernice Vanderlaan | 6 noiembrie 2015   |
| 18 | „Camp Scary”         | Avgousta Zourelidi | Amy Mass           | 20 noiembrie 2015  |
| 19 | „It's Mine!”         | Ami Lindholm       | Amy Mass           | 4 decembrie 2015   |
| 20 | „Royal Pains”        | Avgousta Zourelidi | Bernice Vanderlaan | 18 decembrie 2015  |
| 21 | „The Storm”          | Meruan Salim       | Amy Mass           | 1 ianuarie 2016    |
| 22 | „The Golden Queen”   | Meruan Salim       | Amy Mass           | 15 ianuarie 2016   |